# 彭羅斯圖形符號
數學與物理學中，彭罗斯圖形符號（英語：Penrose graphical notation）或稱張量圖符號（tensor diagram notation）是多線性函數或張量的一種圖形表示法，由羅傑·彭罗斯所提出。
這樣的圖有多種幾何圖案，之間由線段相連。Predrag Cvitanović曾深入研究此方法，將之用在古典李群的分類上。
透過表示論，此方法也被推廣至物理學中的自旋網路，以及線性代數中矩陣群相關的跡數圖。

## 詮釋

### 多線性代數
在多重線性代數的語言中，這每一個圖形都代表一個多線性函數。接在圖形上的線代表了函數的輸入與輸出，而把圖形連結起來就相當於函數的複合。

### 張量
在張量代數的語言中，每個特定的張量都由一個特定的圖形表示，而往上下延伸的線段則分別對應張量的上下指標。把兩個圖形以線段連結則對應於張量縮併。
這種標記方式的一大優點就是不需要為了新的指標而發明更多新的符號，並且這種方式還是完全無關於基底的。

### 矩陣
每個圖形代表一個矩陣，張量積是直著做的，而矩陣乘法是橫著做的。

## 特殊張量表象

### 度規張量
度規張量由U形或倒U形的迴圈所表示，正U或倒U由張量類型決定。
| {\displaystyle g^{ab}\,} | {\displaystyle g_{ab}\,} |

### 列維-奇維塔張量
列維-奇維塔反對稱張量由粗的水平橫桿來表示，其上有朝上或朝下的小棍，由張量類型所決定。
| {\displaystyle \varepsilon _{ab\ldots n}} | {\displaystyle \epsilon ^{ab\ldots n}} | {\displaystyle \varepsilon _{ab\ldots n}\,\epsilon ^{ab\ldots n}} · {\displaystyle =n!} |

### 結構常數
李代數的結構常數（{\displaystyle {\gamma _{ab}}^{c}}）由一帶有一條朝上線、兩條朝下線的小三角形所表示。
| {\displaystyle {\gamma _{\alpha \beta }}^{\chi }=-{\gamma _{\beta \alpha }}^{\chi }} |

## 張量運算

### 指標縮併
指標進行張量縮併可由指標線相連來表示。
| {\displaystyle \delta _{b}^{a}} | {\displaystyle \beta _{a}\,\xi ^{a}} | {\displaystyle g_{ab}\,g^{bc}=\delta _{a}^{c}=g^{cb}\,g_{ba}} |

### 對稱化
指標的對稱化由水平穿越指標線的粗鋸齒狀橫桿來表示。
| {\displaystyle Q^{(ab\ldots n)}} · {\displaystyle {}_{Q^{ab}=Q^{[ab]}+Q^{(ab)}}} |

### 反對稱化
指標的反對稱化是由水平穿越指標線的粗直線來表示。
| {\displaystyle E_{[ab\ldots n]}} · {\displaystyle {}_{E_{ab}=E_{[ab]}+E_{(ab)}}} |

## 行列式
行列式透過指標的反對稱化而形成。
| {\displaystyle \det \mathbf {T} =\det \left(T_{\ b}^{a}\right)} | {\displaystyle \mathbf {T} ^{-1}=\left(T_{\ b}^{a}\right)^{-1}} |

### 協變導數
協變導數（{\displaystyle \nabla }）是由一圍繞待運算之張量的圓圈所表示，另有一條朝下的線連接圓圈表示導數的下標。
| {\displaystyle 12\nabla _{a}\left(\xi ^{f}\,\lambda _{fb[c}^{(d}\,D_{gh]}^{e)b}\right)} · {\displaystyle =12\left(\xi ^{f}(\nabla _{a}\lambda _{fb[c}^{(d})\,D_{gh]}^{e)b}+(\nabla _{a}\xi ^{f})\lambda _{fb[c}^{(d}\,D_{gh]}^{e)b}+\xi ^{f}\lambda _{fb[c}^{(d}\,(\nabla _{a}D_{gh]}^{e)b})\right)} |

## 張量操作
圖形符號法在張量代數的操作中頗有用處。這些操作通常牽涉到一些與張量有關的恆等式。
舉例來說，一個常見的恆等式：
{\displaystyle \varepsilon _{a...c}\epsilon ^{a...c}=n!}，
其中n是維度。

### 黎曼曲率張量
使用黎曼曲率張量所描述的里奇恆等式與比安基恆等式，可展示出彭罗斯圖形符號的威力。
|  | {\displaystyle R_{ab}=R_{acb}^{\ \ \ c}} | {\displaystyle (\nabla _{a}\,\nabla _{b}-\nabla _{b}\,\nabla _{a})\,\mathbf {\xi } ^{d}} · {\displaystyle =R_{abc}^{\ \ \ d}\,\mathbf {\xi } ^{c}} | {\displaystyle \nabla _{[a}R_{bc]d}^{\ \ \ e}=0} |

## 擴充
此符號標記法已擴充到旋量與扭量的使用。